# Region Südwest (Junior League Baseball World Series)
Die Region Südwest ist eine der fünf Regionen der Vereinigten Staaten, welche Teilnehmer an die Junior League Baseball World Series entsendet. Die Region Südwest nimmt schon seit 1981 an diesem Turnier teil, damals noch unter der Bezeichnung Region Süd. Als 2002 das Teilnehmerfeld vergrößert wurde, wurde die Region Südwest von der Region Süd abgetrennt.

## Teilnehmende Staaten

Teilnehmer der Region Südwest

Folgende acht Staaten sind in dieser Region organisiert:
- Arkansas
- Colorado
- Louisiana
- Mississippi
- New Mexico
- Oklahoma
- Osttexas
- Westtexas

Seit 2007 nimmt der Gastgeber auch jeweils mit einer Mannschaft teil.

## Regionale Meisterschaften
Die jeweiligen Gewinner sind grün markiert.
| Jahr | Gastgeber                       | Arkansas                                       | Colorado                                           | Louisiana                          | Mississippi                        | New Mexico                             | Oklahoma                     | Osttexas                         | Westtexas                     |
| ---- | ------------------------------- | ---------------------------------------------- | -------------------------------------------------- | ---------------------------------- | ---------------------------------- | -------------------------------------- | ---------------------------- | -------------------------------- | ----------------------------- |
| 2002 | Kein Teilnehmer                 | Northcentral LL Judsonia                       | Academy LL Colorado Springs                        | South Lake Charles LL Lake Charles | Picayune LL Picayune               | Roswell Noon Optimist LL Roswell       | Tulsa National LL Tulsa      | Northwest 45 LL Houston          | Helotes Little LL San Antonio |
| 2003 | Kein Teilnehmer                 | Northcentral LL Judsonia                       | Academy LL Colorado Springs                        | Evangeline LL New Iberia           | Biloxi LL Biloxi                   | Albuquerque LL Albuquerque             | Tulsa National LL Tulsa      | West Sugar Land LL Sugar Land    | Midland LL Midland            |
| 2004 | Kein Teilnehmer                 | Tri-County LL Paragould                        | Steamboat LL Steamboat Springs                     | South Lake Charles LL Lake Charles | D’Iberville LL D’Iberville         | Roswell Noon Optimist LL Roswell       | Tulsa National LL Tulsa      | Lamar LL Richmond                | West Side Lions LL Fort Worth |
| 2005 | Kein Teilnehmer                 | Tri-County LL Paragould                        | Perl Mack LL Denver                                | Evangeline LL New Iberia           | D’Iberville LL D’Iberville         | Hobbs LL Hobbs                         | Tulsa National LL Tulsa      | Rose Capital East LL Tyler       | West Side Lions LL Fort Worth |
| 2006 | Kein Teilnehmer                 | Trumann LL Trumann                             | Perl Mack Berkeley LL Westminster                  | Oak Pine LL Oakdale                | M/G Hemphill & Hubbard LL Metcalfe | Mile High American LL Albuquerque      | Tulsa National LL Tulsa      | El Campo LL El Campo             | Lubbock East LL Lubbock       |
| 2007 | Three Rivers LL Carbondale      | Tri County LL Paragould                        | Westminster LL Westminster                         | St. John LL Laplace                | Kein Teilnehmer                    | Carlsbad Am/Nat LL Carlsbad            | Tulsa National LL Tulsa      | Washington County LL Brenham     | Del Mar LL Laredo             |
| 2008 | North Central LL Midland        | Northeast Arkansas (NEA) LL Mississippi County | Colorado Springs LL Colorado Springs               | Avoyelles AM LL Hessmer            | Meridian YBA LL Meridian           | Road Runner LL Albuquerque             | Tulsa National LL Tulsa      | Alvin LL Alvin                   | Del Mar LL Laredo             |
| 2009 | North Central LL Midland        | Arkadelphia LL Arkadelphia                     | Colorado Springs LL Colorado Springs               | Lafayette LL Lafayette             | Ocean Springs LL Ocean Springs     | Petroglyph LL Albuquerque              | Kein Teilnehmer              | Galveston West-Isle LL Galveston | Padre LL Corpus Christi       |
| 2010 | North Central LL Midland        | Rector and Greene County LL Paragould          | High Plains LL Falcon                              | Lafayette LL Lafayette             | Biloxi LL Biloxi                   | Altamont LL Albuquerque                | Kein Teilnehmer              | Rose Capital East LL Tyler       | Waco Southern LL Waco         |
| 2011 | North Central LL Midland        |                                                |                                                    |                                    |                                    |                                        |                              | Rosenberg National LL Rosenberg  |                               |
| 2012 | Petroglyph LL Albuquerque       | Kein Teilnehmer                                | High Plains LL Falcon                              | Lafayette LL Lafayette             | Kein Teilnehmer                    | Roswell Noon Optimist LL Roswell       | Bryan County LL Bryan County | Washington County LL Brenham     | Oil Belt LL Corpus Christi    |
| 2013 | Paradise Hills LL Albuquerque   | Kein Teilnehmer                                | Youth Baseball of SW Colorado LL Durango           | Lafayette LL Lafayette             | Kein Teilnehmer                    | Carlsbad LL Carlsbad                   | Kein Teilnehmer              | West University LL Houston       | Oil Belt LL Corpus Christi    |
| 2014 | Paradise Hills LL Albuquerque   | Kein Teilnehmer                                | Grand Mesa LL Grand Junction                       | South Lake Charles LL Lake Charles | Kein Teilnehmer                    | Lions Hondo/Noon Optimist LL's Roswell | Tulsa National LL Tulsa      | Post Oak LL Houston              | Oil Belt LL Corpus Christi    |
| 2015 | Petroglyph Hills LL Albuquerque | Kein Teilnehmer                                | Youth Baseball of Southwestern Colorado LL Durango | Jackson Parish LL Jackson Parish   | Kein Teilnehmer                    | Altamont LL Albuquerque                | Tulsa National LL Tulsa      | West End LL Beaumont             | Weslaco LL Weslaco            |

## Resultate an den Junior League World Series

### Nach Jahr
| Jahr | Mannschaft            | Stadt          | Klassierung  | W-L |
| ---- | --------------------- | -------------- | ------------ | --- |
| 2002 | South Lake Charles LL | Lake Charles   | Gruppenphase | 1–3 |
| 2003 | West Sugar Land LL    | Sugar Land     | Gruppenphase | 2–2 |
| 2004 | West Side Lions LL    | Fort Worth     | Gruppenphase | 1–3 |
| 2005 | West Side Lions LL    | Fort Worth     | Gruppenphase | 2–2 |
| 2006 | El Campo LL           | El Campo       | Weltmeister  | 5–1 |
| 2007 | Del Mar LL            | Laredo         | US Finale    | 3–2 |
| 2008 | Alvin LL              | Alvin          | Gruppenphase | 1–3 |
| 2009 | Petroglyph LL         | Albuquerque    | Gruppenphase | 2–2 |
| 2010 | Rose Capital East LL  | Tyler          | 2. Platz     | 4–2 |
| 2011 | Rosenberg National LL | Rosenberg      | Gruppenphase | 0–4 |
| 2012 | Oil Belt LL           | Corpus Christi | US Finale    | 3–2 |
| 2013 | Lafayette LL          | Lafayette      | Gruppenphase | 2–2 |
| 2014 | Oil Belt LL           | Corpus Christi | 2. Platz     | 4–2 |
| 2015 | Weslaco LL            | Weslaco        | Gruppenphase | 0–4 |

 Stand nach den Junior League World Series 2015

### Nach Staat
| Staat       | Südwest Meisterschaften | W-L an den JLWS | %     |
| ----------- | ----------------------- | --------------- | ----- |
| Texas       | 11                      | 25–27           | 0.481 |
| Louisiana   | 2                       | 3–5             | 0.375 |
| New Mexico  | 1                       | 2–2             | 0.500 |
| Arkansas    | 0                       | 0–0             | –     |
| Colorado    | 0                       | 0–0             | –     |
| Mississippi | 0                       | 0–0             | –     |
| Oklahoma    | 0                       | 0–0             | –     |
| Total       | 14                      | 30–34           | 0.469 |

 Stand nach den Junior League World Series 2015